# 假面騎士X
《假面骑士X》（原文标题：仮面ライダーエックス）于1974年（昭和49年）2月16日至同年10月12日，是由每日放送和朝日電視台（當時名稱為NET電視台）播放，東映制作的日本特摄英雄电视剧，假面骑士系列第三作。每逢星期六19:30时至20:00时播放，全35话。

## 剧情大纲
海洋學家「神啟太郎」被秘密組織黑暗政府G.O.D強迫加入，但博士拒絕加入該組織。而先前因為與博士發生爭吵而跑船當水手的兒子神敬介，在某日放假回家看爸爸時卻遭受G.O.D的攻擊，神敬介當場死亡（兇手竟然是未婚妻？）。身受重傷的博士將兒子帶往深海秘密基地接受改造手術，當神敬介醒來後博士已死，透過電腦留言才得知了G.O.D的陰謀，假面騎士X便決定與黑暗政府周旋到底!

## 主要人物
- 神敬介/假面骑士X（香港配音：林保全）

入讀沖繩水產大學的青年，在劍道和空手道等技術上是有段數的人仕，母親生下他後便死去，父親則是人類工學權威以及改造人研究者神啓太郎。
因父親拒絕協助G.O.D.，所以敬介剛好放假回家看爸爸時便遭受G.O.D.的攻擊，當場死亡，而身受重傷的博士將兒子帶往深海秘密基地神STATION接受深海開發用改造人的改造手術，當神敬介醒來後博士已死，透過神STATION的電腦留言才得知了G.O.D.的陰謀，決意已假面騎士X的身份和G.O.D.戰鬥。
神STATION自爆後，敬介亦繼續與G.O.D.週旋，在漫長的戰鬥中認識了其他假面騎士前輩和立花藤兵衛。
當打倒G.O.D.之後，敬介留下信於立花藤兵衛之店中，踏上新戰鬥的旅程。在平成假面騎士系列的《平成騎士對昭和騎士 假面騎士大戰 feat.超級戰隊》由本人親自出演。
- 神啓太郎

- 水城凉子

- 水城雾子

- 立花藤兵衛

- チコ

- マコ

### 假面骑士X
跳躍力/飛跳可去到85m
身高/178 cm
體重/70 kg
深海開發用改造人，可以在水中自由活動，身體表面物料能把光變換成能量。
後期因和クモナポレオン（Spider Napoleon）戰鬥時陷於苦戰，有感自身力量不足應付往後的戰鬥，風見志郎/假面騎士V3便安裝Mercury回路於他身上提昇力量。
變身方法1
當敬介把腰帶間的道具拿出，當道具變成面具後在再裝上面部便完成。
變身方法2
提昇力量後的方法，先把雙手向上伸，再喊「大・變・身」擺一個大字姿勢，左手回腰，右手向左斜伸，再跳躍便完成。
而不必要再把腰帶間的道具裝上面部。
武器有收藏於腰帶內，能變作警棒/軟劍/長繩/長棒四種型態的萊特爾杖（ライドルスティック）。
必殺技是能踢碎42吋厚鐵板的X飛踢，提昇力量後則是投技真空地獄車。而真空地狱车和破坏之王的无敌风火轮像。

### G.O.D.秘密机关
黑暗组织Destron被毁灭后，在海底建筑和与日本大国对抗的秘密结社。G.O.D.秘密机关（G.O.D）是黑暗政府（Goverment of Darkness）的缩写。

#### 首领
- G.O.D.総司令
- 呪博士（Dr.Noroi）

#### 大干部
- アポロガイスト（Apollo Geist）
  - 再生アポロガイスト（Revived Apollo Geist）
  - スーパーアポロガイスト（Super Apollo Geist）
- キングダーク（King Dark）

#### 怪人

##### 神话怪人
参考自希腊神话的人物
- ネプチューン/涅普頓（Neptune）
- パニック/潘（Pannic）
- ヘラクレス/海格力斯（Hercules）
- メドウサ/美杜莎（Medusa）
- キクロプス/独眼巨人（Cyclops）
- 牛男ミノタウロス/米洛陶洛斯（Oxman Minotaur）
- 鳥人イカルス/伊卡洛斯（Birdman Icarus）
- 鉄腕アトラス/阿特拉斯（Strong-Armed Atlas）
- マッハアキレス/阿基里斯（Mach Achilles）
- 火焔プロメテス/普罗米修斯（Flamy Prometheus）
- ヒュドラー/海德拉（Hydra）
- キマイラ/奇美拉（Chimera）
- ユリシーズ/奥德修斯（Ulysses）
- 死神クロノス/克洛诺斯（Reaper Chronos）
- ケルベロス/刻耳柏洛斯（Cerberus）
- アルセイデス/阿鲁赛迪斯（Alseides）
- キャッティウス/卡狄斯（Catius）
- オカルトス/奧卡魯多斯（Okaltos）
- サラマンドラ/沙罗曼达（Salamandra）
- アポロガイスト/阿波羅（Apollo）

##### 恶人怪人
参考自历史人物
- ジンギスカンコンドル/成吉思汗（Ghengis-Khan Condor）
- ガマゴエモン/石川五右卫门（Toad Goemon）
- サソリジェロニモ/傑羅尼莫（Scorpion Geronimo）
- カブト虫ルパン/亚森·罗宾（Rhinoceros Beetle Lupin）
- ヒトデヒットラー/希特勒（Starfish Hilter）
- クモナポレオン/拿破仑（Spider Napoleon）
- カメレオンファントマ/方托馬（Chameleon Phantom）
- ヒルドラキュラ/德拉库拉（Leech Dracula）
- トカゲバイキング/维京人（Lizard Viking）
- アリカポネ/艾尔·卡彭（Ant Capone）
- ムカデヨウキヒ/杨贵妃（Centipede Yang GuiFei）
- タイガーネロ/尼禄（Tiger Nero）
- サソリジェロニモJr/傑羅尼莫（Scorpion Geronimo Jr）
- コウモリフランケン弗兰肯斯坦（Bat Franken）

## 演员
- 神敬介 / 假面骑士X（声） - 速水亮
- 子供時代の敬介 - 長谷川誉
- 水城涼子、水城霧子 - 美山尚子（二役）
- 神啓太郎 - 田崎潤
- 立花藤兵衛 - 小林昭二
- チコ - 小坂チサ子
- マコ - 早田みゆき
- アポロガイスト - 打田康比古
- GOD総司令の声 - 阪脩
- キングダーク（声） / 呪博士（声） - 和田文夫
- 假面骑士X（特技演员） - 中屋敷鉄也、新堀和男（一部）
- ナレーター - 中江真司

## 工作人员
- 原作 - 石ノ森章太郎
- 連載 - テレビマガジン、たのしい幼稚園、テレビランド、冒険王
- 企画 - 平山亨、阿部征司（東映）
- 脚本 - 長坂秀佳、伊上勝、鈴木生朗、村山庄三、島田真之、平山公夫、中瀬当一
- 監督 - 折田至、内田一作、田口勝彦、山田稔
- 音楽 - 菊池俊輔
- 制作 - 毎日放送、東映

## 主题曲
- 《セタップ! 仮面ライダーX》
  - 作词：石ノ森章太郎
  - 作曲：菊池俊輔
  - 歌：水木一郎 SCS-224

這首歌的泰文版本，因為泰文發音與粵語相似，而且歌詞聽起來猶如粵語髒話，結果成為香港網民的笑柄。
- 《おれはXカイゾーグ》
  - 作词：石ノ森章太郎
  - 作曲：菊池俊輔
  - 歌：水木一郎 SCS-224